# Johannes Rydberg
Pour les articles homonymes, voir Rydberg.
Johannes (Janne)  Robert Rydberg (8 novembre 1854 – 28 décembre 1919) est un physicien suédois connu pour avoir mis au point, en 1888, une formule (la formule de Rydberg) qui relie entre elles les longueurs d'onde des raies spectrales de certains éléments du tableau de Mendeleïev.

## Biographie
Rydberg est né le 8 novembre 1854 à Halmstad. Son père, commerçant et petit armateur, meurt quand il a 4 ans ce qui oblige sa mère à vivre avec peu de moyens. Il passe son baccalauréat scientifique en 1873. Il commence des études de Mathématiques et de Physique à l'Université de Lund et reçoit son diplôme deux ans plus tard. En 1879, il soutient sa thèse de doctorat intitulée Construction de sections coniques à 3 ou 4 points de contact. Rydberg commence sa carrière comme moniteur de travaux pratiques à l'université de Lund. Il obtient l'habilitation d'enseigner les mathématiques en 1880 et la physique en 1882. Il épouse Eleonora Matilda Carlson en 1886. Ils ont deux filles et un fils.
Il remarque que les poids atomiques des éléments dans le tableau de Mendéleieff croissent de façon apparemment irrégulière. Il se met à rechercher une loi qui gouvernerait leur répartition.
Il s'intéresse alors aux raies spectrales d'émission ou d'absorption des éléments, pensant y trouver la solution de son problème. En 1885, un mathématicien suisse, Johann Jakob Balmer, publie une formule mathématique permettant de relier les longueurs d'onde des raies de l'Hydrogène dans le spectre visible. Rydberg s'inspire de la formule de Balmer pour proposer en 1888 une nouvelle manière de relier les raies spectrales, non seulement de l'hydrogène, mais d'autres éléments comme les métaux alcalins. Rydberg retourne ensuite à sa vaine recherche sur les poids atomiques.
En 1897, Rydberg est candidat pour succéder à Karl Holmgren à la chaire de Physique de l'université de Lund. Il a enseigné pendant 15 ans comme assistant d'Holmgren. Parmi les trois experts nommés pour juger sa candidature, deux considèrent son travail de peu d'intérêt et un juge que « le travail du Dr. Rydberg sur l'analyse des spectres sont indubitablement de grande valeur scientifique et prouve la grande attention et le grand intérêt de l'auteur pour le traitement d'un problème souvent ingrat, mais ces travaux ne peuvent pas établir complètement sa compétence pour le poste en question, étant donné qu'ils ne sont pas basés sur ses propres mesures et ses propres recherches. » Rydberg a pourtant des recommandations de physiciens-chimistes allemands très connus comme Wilhelm Ostwald et Walther Nernst. 
Finalement, compte tenu de sa réputation internationale croissante et après intervention du roi Oscar II, Rydberg est nommé professeur en 1901 sur un statut spécial. Pour arrondir son salaire, il s'engage à mi-temps comme expert numérique à la Caisse d'Épargne de Lund en 1891 et comme actuaire à Malmö en 1905. La découverte de nouvelles séries spectrales de l'hydrogène par Theodor Lyman en 1906 et par Friedrich Paschen en 1908, séries qui satisfaisaient à son équation, convainquent les autorités académiques suédoises de la nécessité de nommer Rydberg professeur de physique de plein droit en 1909.
Rydberg a découvert une loi qui rend compte des données expérimentales mais sans en connaitre la signification physique. C'est Niels Bohr qui justifie théoriquement en 1913 la formule de Rydberg en élaborant son modèle de l'atome d'hydrogène. Malheureusement, cette même année, Rydberg tombe gravement malade. Il doit d'abord ralentir ses activités, puis s'arrêter complètement en 1915. Il meurt le 28 décembre 1919. Manne Siegbahn, son ancien étudiant, lui succède à la chaire de physique de l'université de Lund,. Rydberg est inhumé dans le cimetière nord de Lund. Lui ont survécu, son épouse Lydia Carlsson (1856-1925), son fils Helge Rydberg (1887-1968) et sa fille Gerda Rydberg (1891-1983).
Rydberg reste sous-estimé en Suède en dépit de sa réputation internationale qui conduit la Royal Society à l'accueillir comme membre étranger le 26 juin 1919. Si Rydberg n'a pas reçu lui-même le prix Nobel, Niels Bohr, dans son discours de réception du prix Nobel de Physique en 1922, n'a pas manqué de rendre hommage au « défunt Professeur Rydberg de Lund, dont le brillant travail sur les lois spectrales a été d'une si grande importance pour accroître notre connaissance des atomes, et spécialement pour la contribution particulière qu'il m'a été donné de faire. »

## Formule de Rydberg
Il est surtout connu pour avoir conçu la formule de Rydberg en 1888 pour prédire les longueurs d'onde des photons (de lumière ou de toute radiation électromagnétique) émise par des changements du niveau d'énergie dans un atome.
La constante physique dite constante de Rydberg est nommée en son honneur, tout comme l'unité Rydberg. Les atomes excités avec nombres quantiques principaux très élevés, représentés par n dans la formule de Rydberg, sont appelés les atomes de Rydberg, et un cratère de la Lune est aussi appelé Rydberg (en) en son honneur.

## Publications de Johannes Rydberg
- Article développé : Johannes R. Rydberg, « Recherches sur la constitution des spectres d'émission des éléments chimiques », Kongliga Svenska Vetenskaps-Akademiens Handlingar [Comptes rendus de l'Académie royale des sciences de Suède], vol. 23, no 11,‎ 1889, p. 1-177 (lire en ligne).
- Note-résumé(en) Johannes R. Rydberg, « On the structure of the line-spectra of the chemical elements », Philosophical Magazine, vol. 29,‎ 1890, p. 331-337.